# Дом Отдыха «Волковицы»
Дом отдыха «Волковицы» — посёлок в Кипенском сельском поселении Ломоносовского района Ленинградской области.

## История
Согласно данным переписи населения СССР 1926 года в совхозе Волковицы Кипенского сельсовета Ропшинской волости Троцкого уезда проживали 98 человек — большинство русские, а также эстонцы, латыши, татары, поляки и финны-ингерманландцы.

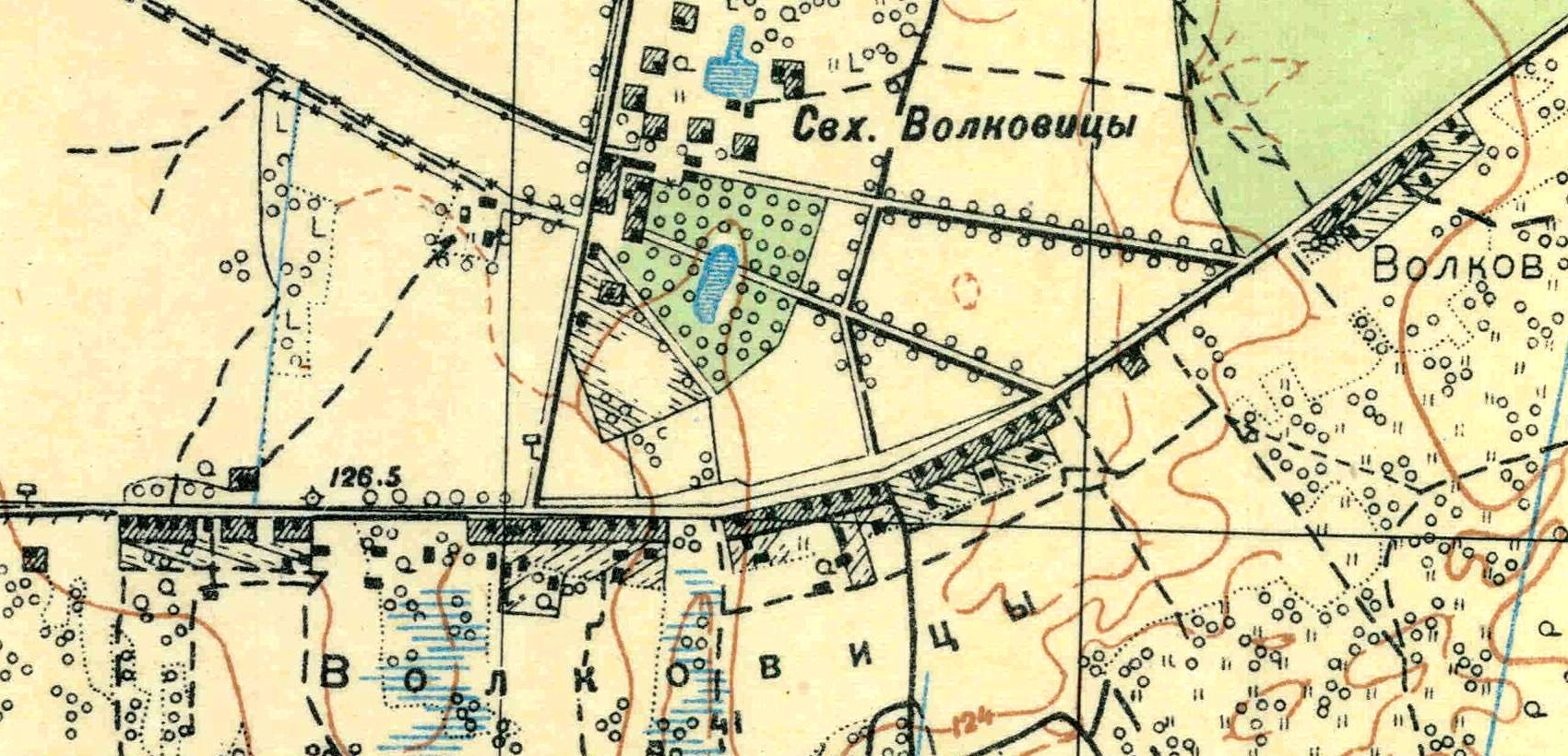
Совхоз «Волковицы» на карте 1931 года

Согласно топографической карте РККА 1931 года на месте современного посёлка находился посёлок совхоза «Волковицы».
По данным 1966 года посёлок Дом Отдыха «Волковицы» в составе Ломоносовского района не значился.
По данным 1973 и 1990 годов посёлок Дом Отдыха «Волковицы» входил в состав Кипенского сельсовета.
В 1997 и 2002 году в посёлке Дом Отдыха «Волковицы» Кипенской волости не было постоянного населения, в 2007 году — проживали 4 человека.

## География
Посёлок расположен в южной части района на автодороге 41К-023 (Старые Низковицы — Кипень), к югу от административного центра поселения, смежно с деревнями Волковицы и Келози.
Расстояние до административного центра поселения — 3 км.

## Демография
| 2002 | 2007 | 2010 | 2017 |
| ---- | ---- | ---- | ---- |
| 0    | ↗4   | ↗16  | ↘14  |

## Улицы
Дубовая, Еловая, Липовая, Майская, Мира, Молодёжная, Рябиновая, Санаторная, Сосновая, Счастливая, Уютная.